# Сандвикен
Сандвикен (на шведски: Sandviken) е град в лен Йевлебори, централна Швеция. Главен административен център на едноименната община Сандвикен. Разположен е на северния бряг на езерото Сторшьон. Намира се на около 180 km на север от столицата Стокхолм. Основан е през 1862 г. Има жп гара. Населението на града е 22 965 жители според данни от преброяването през 2010 г.

## Личности
Родени
- Ким Шелстрьом (р. 1982), шведски футболист